# 화약의 역사

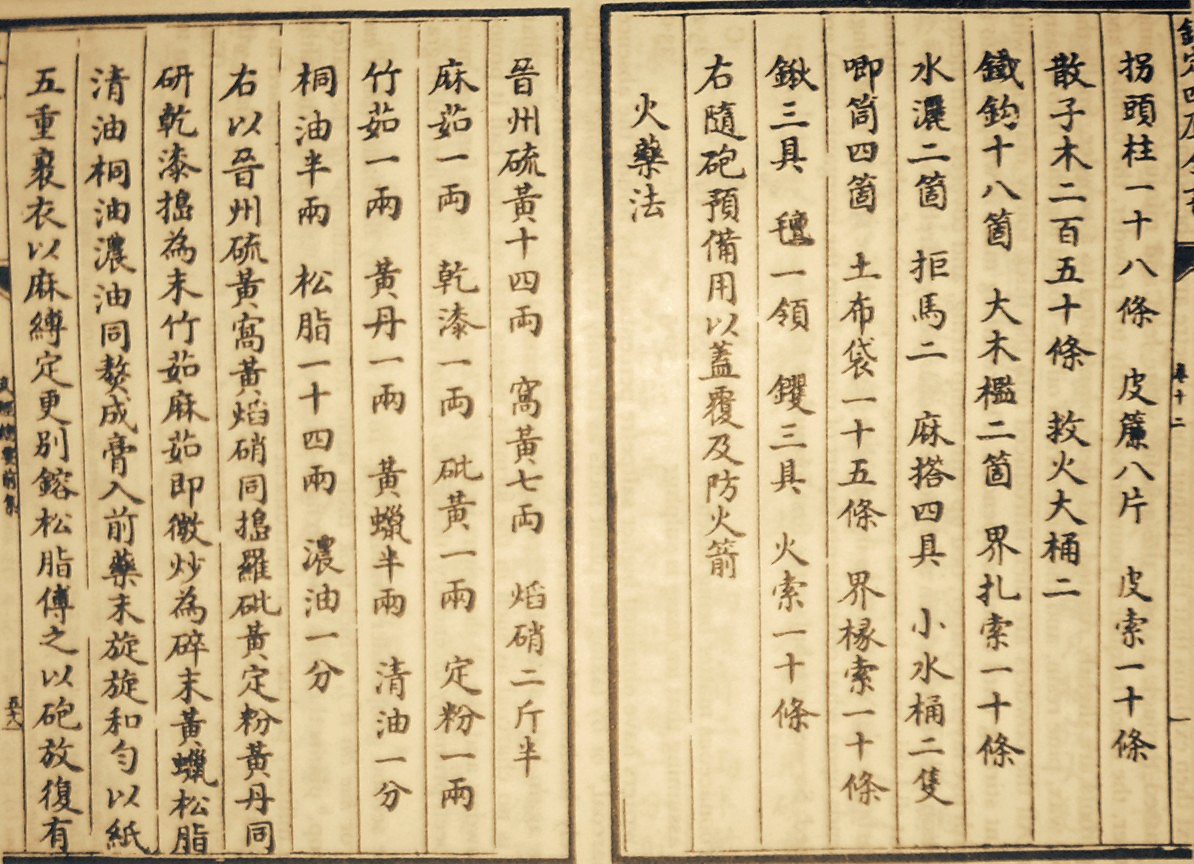
1044년 《무경총요》에 언급되는 화약 제조법은 세계에서 가장 오래된 화약 관련 기록이다.

화약의 역사(영어: history of gunpowder)는 최초로 개발된 폭발물인 화약에 관한 역사를 서술한다. 중국의 4대 발명품 중 하나로 널리 알려진 화약은 당나라 말기(9세기)에 발명되었으며, 화약의 제조에 대한 최초의 기록은 송나라(11세기)의 무경총요에서 찾아볼수 있다. 10세기부터 화약을 사용하도록 화전, 대포, 화창등의 화기가 만들어지고 13세기에 몽골 제국의 정복 전쟁의 영향으로 화약에 대한 지식이 아시아와 유럽 전역으로 빠르게 퍼져 나갔고, 1240년에서 1280년 사이에 중동에서는 하산 알 라마의 논문에, 유럽에서는 1267년에 로저 베이컨의 《대서》(大書) (Opus Majus)에 등장한다. 이처럼 화약은 전 세계적으로 전쟁의 역사를 점차 크게 바꾸었다.

## 같이 보기
- 화약